# Кримски, Катрина
Катрина Кримски (англ. Katrina Krimsky; 5 марта 1938) — американский композитор русского происхождения, пианист, музыкальный педагог. Известность приобрела как исполнительница произведений Терри Райли и Эйтора Вилла-Лобоса.

## Биография
Игре на фортепиано Катрина Кримски обучалась у своей матери. В 1959 году получила степень бакалавра музыки в Истменской школе музыки. Позже училась в Американском университете, тогда же в качестве пианиста присоединилась к группе Ars Nova Trio. В середине 1960-х гг. переехала в Кёльн, где исполняла музыку Карлхайнца Штокхаузена, Анри Пуссёра, Люка Феррари и других европейских композиторов того времени. В 1967 году вернулась в США, в город Буффало. В составе местного ансамбля записывала для Columbia Records произведения Терри Райли, также работала с Дэвидом Розенбумом, Дэвидом Берманом, Джоном Хасселом (который стал первым мужем Катрины Кримски, после развода с ним она вышла замуж за Ханца Сигмана), а после переезда в Нью-Йорк и с Ла Монте Янгом.
В 1972 году начала преподавать в Миллс Колледже, вместе с ней на том же факультете работали Терри Райли, Пэндит Пран Нат и Роберт Эшли. В этот же период активно выступала в легендарном джазовом клубе Keystone Korner в составе коллективов Вуди Шоу (Шоу посвятил Кримски свою композицию Katrina Ballerina из альбома Moontrane) и Бобби Хатчерсона. В 1975 году записала свою первую сольную пластинку с произведениями Терри Райли, Вуди Шоу и Сэмюэла Барбера.
В конце 1970-х гг. вернулась в Европу, выступала вместе с контрабасистом Питером Ковальдом и саксофонистом Тревором Воттсом, с которым в 1981 году на ECM Records записала альбом Stella Malu. В качестве продюсера следующей сольной пластинки Кримски (Ambrosia) выступил Ирмин Шмидт. В 1992 году выпустила альбом Four Moons, вместе с флейтисткой Лизой Хансен, ситаристом Кришной Баттом и пианисткой Барбарой Хигби, бывшей студенткой Кримски.
Кримски также выпустила несколько дисков с сочинениями Эйтора Вилла-Лобоса.
В настоящее время пианистка проживает в Цюрихе и Сан-Франциско.
По словам Кримски, большое влияние на неё оказали работы Маккоя Тайнера.

## Дискография
- Stella Malu (1981)
- Four Moons (1992)
- Time Over Time (2007)